# لودرسفلد
لودرسفلد (به آلمانی: Lüdersfeld) یک شهر در آلمان است که در شاومبورگ واقع شده‌است. لودرسفلد ۱٬۱۰۹ نفر جمعیت دارد.